# La sposa del mostro
La sposa del mostro (Bride of the Monster) è un film del 1955 diretto da Edward D. Wood Jr., meglio noto come Ed Wood. È stato distribuito in Italia nel 2008 dalla Koch Media su DVD.

## Trama
In un tratto di bosco, due cacciatori si ritrovano nel mezzo di una violenta tempesta, decidono perciò di cercare rifugio nella vicina casa al “luogo dei vecchi salici”, che dovrebbe essere abbandonato e infestato. Quando arrivano, scoprono che l’abitazione è stata occupata e il proprietario, il misterioso dottor Eric Vornoff, nega loro ospitalità. Una volta allontanatisi, uno dei cacciatori tenta di rientrare con la forza, ma una piovra gigante è all’improvviso rilasciata dalla sua vasca e mandata all’inseguimento degli intrusi. Il mostro riesce a ucciderne uno, mentre l’altro è catturato dal gigante Lobo. Una volta nella casa, il superstite riprende i sensi, e Vornoff gli spiega che eseguirà un esperimento su di lui, ma il cacciatore muore durante il tentativo.
In centrale, il capitano Tom Robbins riceve il tenente Dick Craig e lo informa della situazione: ci sono al momento dodici uomini scomparsi nella palude intorno al Lago Marsh, mentre la polizia è a corto di prove. Mentre discutono, irrompe nello studio la reporter che ha investigato sulla faccenda, Janet Lawton, che è anche fidanzata con Craig. Janet litiga con i due poliziotti sull’esistenza di un ipotetico mostro e alla fine dichiara che andrà di persona al Lago Marsh per investigare. Poco dopo, alla centrale arriva un intellettuale dall’Europa, il Professor Vladimir Strowski, un sedicente esperto in materia di mostri preistorici, con il quale la polizia accetta di collaborare per far luce sulla faccenda. Si decide però di cominciare le indagini l’indomani mattina, non di notte.
Intanto cala il sole e Janet arriva nei pressi del Lago Marsh, ma per via della poca visibilità finisce fuori strada. Lobo, comparso dal bosco, la soccorre e Janet si risveglia prigioniera di Vornoff, che usa l’ipnosi per indurle il sonno. Il giorno seguente, Craig e il suo partner arrivano nella palude attorno al lago e, dopo aver notato i pericoli della palude e la stranezza del meteo, scoprono l’auto di Janet e decidono di lasciare la palude ipotizzando che magari la donna fosse tornata indietro. Janet intanto si risveglia nella casa dei vecchi salici. Vornoff le assicura che Lobo è innocuo, ma il gigante sembra ammaliato dalla donna e tenta di avvicinarsi a lei, ma lo scienziato lo respinge, per poi far piombare Janet di nuovo nel sonno.
Strowski intanto arriva alla palude e riesce a entrare nella casa dei vecchi salici, solo per incontrarsi con Vornoff e rivelarsi essere un agente governativo del Paese natale di quest’ultimo, giunto in missione per ricondurlo in patria. Gli esperimenti di Vornoff, per i quali era stato tacciato di follia e allontanato, si sono infatti rivelati dei successi, e ora il governo li vorrebbe per i propri fini. Vornoff però non accetta: i suoi esperimenti, capaci di produrre superuomini di grande forza e stazza, serviranno solo per lui stesso, non per altri; lo scienziato sogna infatti di dominare il mondo attraverso le sue creazioni. Cala intanto la sera, e Craig e il suo partner ritornano alla palude e scoprono l’auto abbandonata di Strowski. Decidono pertanto di dividersi e il sergente si dirige dai vecchi salici. Nel suo laboratorio segreto, Vornoff richiama Janet, ipnotizzata, con un gesto della mano e la donna arriva vestita da sposa, per essere sottoposta a un suo nuovo esperimento. Lobo però è incerto e Vornoff lo deve frustare per farlo muovere.
Craig irrompe nel laboratorio mentre i due si preparano, dopo aver per caso scoperto il passaggio segreto, ma alla fine viene catturato. L’esperimento sta ora per cominciare e Lobo, preoccupato per Janet, si rubella al suo padrone e lo attacca, riuscendo a farlo svenire. Il gigante libera Janet e trasporta alla fine Vornoff, privo di sensi, sul tavolo operatorio. Lo scienziato diventa dunque la cavia del suo stesso esperimento, ma questa volta il tentativo si rivela un successo e Vornoff si tramuta in un superuomo: egli affronta dunque Lobo – i due adesso hanno pari forza. Nel combattimento, il laboratorio prende fuoco e Vornoff rapisce Janet prima di scappare. Dick, ora libero, si lancia all’inseguimento mentre Lobo è divorato dalle fiamme. La polizia intanto arriva alla palude, raggiunge l’abitazione dello scienziato e la circonda, però troppo tardi: i federali riescono a intravedere Vornoff allontanarsi, e si riuniscono a Craig per lanciarsi all’inseguimento dello scienziato.
Vornoff è però stravolto: ha perso sia la casa sia l’equipaggiamento; decide pertanto di abbandonare Janet e tenta di scappare. Craig ritrova così la sua fidanzata e dopo, ripreso l’inseguimento, riesce a far rotolare un masso sullo scienziato in fuga, che precipita nell’acqua del lago. Dai flutti emerge la piovra, ma mentre combattono sono entrambi annientati da un’esplosione nucleare, a quanto sembra scatenata dalla reazione a catena che ha avuto inizio con l’incendio del laboratorio. Il capitano Robbins, che assiste alla scena, commenta che Vornoff ha “interferito con il dominio di Dio”.